# Union City (Ohio)
Union City è un villaggio degli Stati Uniti d'America, situato nello stato dell'Ohio, nella contea di Darke.